# فرودگاه مول کریک
فرودگاه مول کریک (به انگلیسی: Mule Creek Airport) یک فرودگاه همگانی است که یک باند فرود شن دارد و طول باند آن ۷۵۰ متر است. این فرودگاه در کشور کانادا قرار دارد و در ارتفاع ۸۸۴ متری از سطح دریا واقع شده‌است.